# ريتشارد جون سوتون
ريتشارد جون سوتون (بالإنجليزية: Richard John Sutton)‏ هو لاعب شطرنج نيوزلندي، ولد في 23 سبتمبر 1938، وتوفي في 17 أبريل 2009 بسبب سرطان.

## وصلات خارجية
- ريتشارد جون سوتون على موقع مباريات الشطرنج (الإنجليزية)
- ريتشارد جون سوتون على موقع 365Chess.com (الإنجليزية)
- ريتشارد جون سوتون على موقع Chesstempo.com (الإنجليزية)
- ريتشارد جون سوتون سجل أولمبياد الشطرنج على موقع OlimpBase.org (الإنجليزية)